# Mærsk Mc-Kinney Møller
Arnold Mærsk Mc-Kinney Møller (Copenhaga, 13 de julho de 1913 - Copenhaga, 16 de abril de 2012) foi um magnata da marinha mercante dinamarquês, conhecido também por seu trabalho filantrópico.

## Vida pessoal

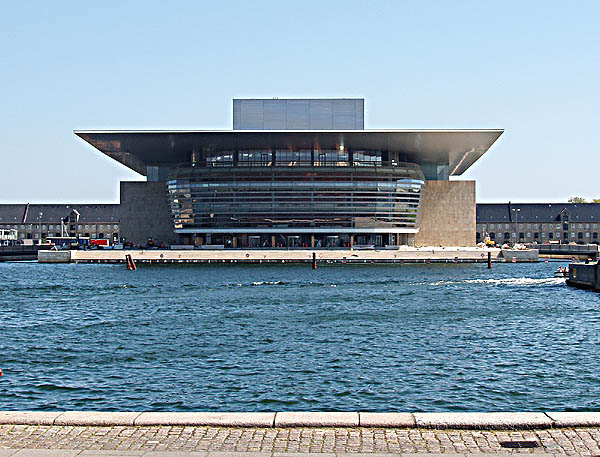
Casa de Ópera de Copenhague.

Era filho do também dinamarquês Arnold Peter Møller, fundador da AP Moller - Maersk Grupo e de Chastine Estelle Roberta McKinney de origem norte-americana. Foi casado com sua namorada de colégio, Emma Neergaard Rasmussen. Eles tiveram três filhas: Leise Maersk Mc-Kinney Moller, Kirsten Mærsk Mc-Kinney Olufsen, e Ane Mærsk Mc-Kinney Uggla. Ocupou a posição 557ª na lista de bilionários da Forbes (2007). Com uma fortuna estimada de 123 bilhões de coroas dinamarquesas era a pessoa mais rica da Dinamarca até a sua morte.
Era uma pessoa próxima à família real da Dinamarca, e pertencia a Ordem do Elefante.
Uma de suas mais notáveis contribuições foi a construção da Casa de Ópera de Copenhague.
Esteve a frente da AP Moller - Maersk Grupo de 1965 até 2003, quando se afastou da presidência da empresa.